# Adam Jarubas
Adam Sebastian Jarubas (ur. 17 grudnia 1974 w Busku-Zdroju) – polski polityk, samorządowiec, od 2006 do 2018 marszałek województwa świętokrzyskiego, wiceprezes Polskiego Stronnictwa Ludowego, poseł do Parlamentu Europejskiego IX i X kadencji, kandydat na urząd prezydenta RP w wyborach w 2015.

## Życiorys
Pochodzi z Błotnowoli, wsi w gminie Nowy Korczyn. Urodził się w Busku-Zdroju jako syn Juliana i Anny. Został absolwentem I Liceum Ogólnokształcącego im. Tadeusza Kościuszki w Busku-Zdroju, następnie ukończył studia z zakresu historii na Akademii Świętokrzyskiej w Kielcach. Ukończył również studia podyplomowe z zakresu zarządzania w warunkach Unii Europejskiej w Wyższej Szkole Ekonomii i Administracji w Kielcach oraz z zakresu zarządzania administracją i rozwojem lokalnym w Wyższej Szkole Handlowej w Kielcach. W 2017 doktoryzował się w zakresie nauk o polityce na Uniwersytecie Jana Kochanowskiego w Kielcach na podstawie pracy pt. Realizacja polityki regionalnej na przykładzie województwa świętokrzyskiego w latach 2004–2013. Studium politologiczne.
Pracę zawodową rozpoczął jako asystent sejmowy posła PSL Tadeusza Madzi. W latach 2002–2004 pracował jako wicedyrektor oddziału regionalnego Kasy Rolniczego Ubezpieczenia Społecznego. W 2002 został radnym powiatu buskiego. Od 2004 do 2006 był wicedyrektorem Powiatowego Centrum Usług Medycznych w Kielcach.
W 1992 wstąpił do Polskiego Stronnictwa Ludowego. W latach 2000–2006 był sekretarzem zarządu wojewódzkiego, a w 2006 został prezesem zarządu wojewódzkiego partii.
Od 1994 do 2009 był członkiem Związku Młodzieży Wiejskiej, pełnił funkcję sekretarza tej organizacji w latach 2002–2006. W 2006 został wybrany do sejmiku świętokrzyskiego, uzyskawszy 8031 głosów. 27 listopada 2006 został zaprzysiężony na marszałka województwa. W 2010 uzyskał reelekcję w wyborach wojewódzkich i ponownie został marszałkiem.
W wyborach parlamentarnych w 2011, startując z listy PSL w okręgu kieleckim, został wybrany do Sejmu, otrzymując 28 750 głosów. Po wyborach odmówił przyjęcia mandatu, wobec czego jego mandat wygasł.
17 listopada 2012 podczas kongresu PSL w Pruszkowie nowo wybrany prezes partii Janusz Piechociński zarekomendował jego kandydaturę na przewodniczącego rady naczelnej PSL. W głosowaniu Adam Jarubas, który otrzymał 483 głosy, przegrał z Jarosławem Kalinowskim, którego poparło 486 delegatów. Dwa tygodnie później został jednym z wiceprezesów partii. W 2014 po raz trzeci został wybrany do sejmiku, utrzymał także stanowisko marszałka na kolejną kadencję.
31 stycznia 2015 przedstawiono go jako kandydata PSL w wyborach prezydenckich w tymże roku. Poparcia udzieliła mu później także Liga Polskich Rodzin. W przeprowadzonej 10 maja 2015 pierwszej turze głosowania zajął 6. miejsce, zdobywając 238 761 głosów, co stanowiło 1,6% głosów ważnych.
W październiku 2015 został członkiem Narodowej Rady Rozwoju powołanej przez prezydenta Andrzeja Dudę. W 2018 ponownie został wybrany na radnego województwa. W listopadzie 2018 zakończył pełnienie funkcji marszałka województwa.
W wyborach europejskich w 2019 Adam Jarubas z listy Koalicji Europejskiej uzyskał mandat deputowanego do Europarlamentu IX kadencji, otrzymując 138 854 głosy. Pełnił funkcję szefa sztabu wyborczego PSL na wybory parlamentarne w 2023. W wyborach europejskich w 2024 z powodzeniem ubiegał się o reelekcję z ramienia Trzeciej Drogi (zdobywając 81 674 głosy). W PE był przewodniczącym Podkomisji Zdrowia Publicznego, a po przekształceniu organizacyjnym z grudnia 2024 został przewodniczącym stałej Komisji Zdrowia Publicznego.

## Wyniki w wyborach ogólnopolskich
| Wybory | Komitet wyborczy | Komitet wyborczy                                                    | Organ                            | Okręg        | Wynik           |
| ------ | ---------------- | ------------------------------------------------------------------- | -------------------------------- | ------------ | --------------- |
| 2011   |                  | Polskie Stronnictwo Ludowe                                          | Sejm VII kadencji                | nr 33        | 28 750 (6,64%)  |
| 2015   |                  | KW Kandydata na Prezydenta Rzeczypospolitej Polskiej Adama Jarubasa | Prezydent RP                     | Prezydent RP | 238 761 (1,60%) |
| 2019   |                  | Koalicja Europejska                                                 | Parlament Europejski IX kadencji | nr 10        | 138 854 (7,97%) |
| 2024   |                  | Trzecia Droga                                                       | Parlament Europejski X kadencji  | nr 10        | 81 674 (5,49%)  |

## Życie prywatne
Jest żonaty z Mariolą, ma dwóch synów – Dawida i Damiana. Jest bratem Krystiana Jarubasa.

## Odznaczenia i wyróżnienia
Otrzymał Srebrny (1999) i Złoty (2012) Krzyż Zasługi. W 2017 odznaczony węgierskim Orderem Zasługi V klasy.
W 2009 wyróżniony Srebrną Odznaką „Zasłużony dla Ochrony Przeciwpożarowej”. W 2015 otrzymał Odznakę Honorową za Zasługi dla Rozwoju Gospodarki RP oraz Kombatancki Krzyż Zwycięstwa przyznany przez Związek Kombatantów Rzeczypospolitej Polskiej i Byłych Więźniów Politycznych, a w 2023 Odznakę Honorową Województwa Świętokrzyskiego.
W 2012 nadano mu honorowe obywatelstwo Pińczowa.